# Philip Hartman
Philip Hartman (16 mai 1915 - 28 août 2015) est un mathématicien américain de l'Université Johns-Hopkins travaillant sur les équations différentielles qui introduit le théorème de Hartman-Grobman. Il est président du département de mathématiques à Johns Hopkins pendant plusieurs années. Il a un nombre d'Erdös de 2.
Son livre donne une condition nécessaire et suffisante pour que les solutions de problèmes aux valeurs initiales ordinaires soient uniques et dépendent d'une manière de classe C 1 des conditions initiales des solutions.
Il est décédé en août 2015 à l'âge de 100 ans.

## Publication
- Philip Hartman, Ordinary differential equations, vol. 38, Philadelphia, Society for Industrial and Applied Mathematics, coll. « Classics in Applied Mathematics », 2002 (1re éd. 1964) (ISBN 978-0-89871-510-1, MR 1929104, lire en ligne)